# Dontscho Kerjaschki
Dontscho I. Kerjaschki (* 8. Februar 1947 in Wien) ist ein österreichischer Pathologe und emeritierter Professor der Medizinischen Universität Wien.

## Leben und Wirken
Dontscho Kerjaschki studierte von 1965 bis 1972 an der Universität Wien Medizin. Von 1973 bis 1976 war er Mitarbeiter am pathologischen Institut der Allgemeinen Poliklinik Wien, von 1976 bis 1979 am Institut für pathologische Anatomie der Universität Wien. 1978 erwarb er den Facharzt für Pathologie und Zytologie. An der Universität Wien war Kerjaschki ab 1980 Dozent, ab 1984 Privatdozent und ab 1986 Professor 1986 wurde er Direktor des Klinischen Instituts für Pathologie der Universität Wien (später der Medizinischen Universität Wien) im Allgemeinen Krankenhaus der Stadt Wien. Eine Gastdozentur an der Yale University hatte er von 1984 bis 1989 inne, eine Gastprofessur an der University of California, San Diego, von 1990 bis 2005. 2015 wurde er emeritiert, führt aber noch ein großes pathologisches Labor in Wien-Ottakring.
Kerjaschki gilt als Experte für die Pathologie der Nieren, insbesondere für die molekularen Ursachen von Erkrankungen der Glomerula. Außerdem befasste er sich intensiv mit Erkrankungen des Lymphsystems, insbesondere mit den Bedingungen, unter denen Lymphknotenmetastasen entstehen.
Kerjaschki veröffentlichte mehr als 240 wissenschaftliche Arbeiten. Er gehörte zu den Herausgebern des Journal of the American Society of Nephrology, des Journal of Clinical Investigation und des American Journal of Pathology. Laut Google Scholar hat Kerjaschki einen h-Index von 103, laut Datenbank Scopus einen von 88 (Stand Dezember 2023).

## Auszeichnungen (Auswahl)
- 1979 Kardinal-Innitzer-Förderungspreis für Human- und Veterinärmedizin[4]
- 1990 Franz-Volhard-Preis (heute Wissenschaftlicher Ehrenpreis der DGfN)[5]
- 2007 Mitglied der Deutschen Akademie der Naturforscher Leopoldina[6]
- 2008 Ehrendoktorat der Friedrich-Alexander-Universität Erlangen-Nürnberg[7]
- 2010 Franz-Volhard-Medaille (heute Ehrenmedaille der DGfN)[5]
- 2011 Preis der Stadt Wien für Medizinische Wissenschaften[8]
- 2015 Homer W. Smith Award der American Society of Nephrology[1][9][10]
- 2017 Award for Outstanding Basic Science Contributions to Nephrology der European Renal Association[9]
- Ehrenmitglied der Deutschen Gesellschaft für Nephrologie (DGfN)[11]